# 威弗 (堪薩斯州)
威弗（英語：Weaver）是位於美國堪薩斯州道格拉斯縣的一個鬼鎮。

## 歷史
威弗的郵政局於1891年設立，直到1903年結束營運。